# Looking for Exits: Conversations with a Wingsuit Artist
|  | Denne artikel er oprettet af botten Steenthbot ud fra en ekstern database. Den kan derfor have sproglige fejl eller mangler. Denne skabelon kan fjernes efter kontrol af indholdet. |

Looking for Exits: Conversations with a Wingsuit Artist er en dansk dokumentarfilm fra 2015 instrueret af Kristoffer Hegnsvad.